# Hurricane (Virgínia de l'Oest)
Hurricane és una població dels Estats Units a l'estat de Virgínia de l'Oest. Segons el cens del 2008 tenia 6.335 habitants.

## Demografia
Segons el cens del 2000, Hurricane tenia 5.222 habitants, 2.098 habitatges, i 1.518 famílies. La densitat de població era de 681,2 habitants per km².
Dels 2.098 habitatges en un 34,4% hi vivien nens de menys de 18 anys, en un 59,2% hi vivien parelles casades, en un 10,1% dones solteres, i en un 27,6% no eren unitats familiars. En el 24,8% dels habitatges hi vivien persones soles el 9,6% de les quals corresponia a persones de 65 anys o més que vivien soles. El nombre mitjà de persones vivint en cada habitatge era de 2,49 i el nombre mitjà de persones que vivien en cada família era de 2,98.
Per edats la població es repartia de la següent manera: un 25,1% tenia menys de 18 anys, un 8,4% entre 18 i 24, un 30,8% entre 25 i 44, un 23,1% de 45 a 60 i un 12,6% 65 anys o més.
L'edat mediana era de 36 anys. Per cada 100 dones de 18 o més anys hi havia 89 homes.
La renda mediana per habitatge era de 39.591$ i la renda mediana per família de 43.155$. Els homes tenien una renda mediana de 34.808$ mentre que les dones 22.972$. La renda per capita de la població era de 20.119$. Entorn del 8,2% de les famílies i el 10,3% de la població estaven per davall del llindar de pobresa.

## Poblacions més properes
El següent diagrama mostra les poblacions més properes.